# Oranjekopzanger
De oranjekopzanger (Peucedramus taeniatus) is een kleine zangvogel die voorkomt in Midden-Amerika. Het is een monotypisch geslacht in een eveneens monotypische familie, de Peucedramidae.

## Kenmerken
De oranjekopzanger is 13 tot 14 cm lang. De vogel is overwegend grijs, olijfgroen op de vleugels en twee duidelijke vleugelstrepen. Het mannetje is oranjebruin gekleurd op de kop en borst en heeft een donkere vlek rond het oog. Bij vrouwtjes en onvolwassen vogels is het oranje vervangen door geel en is de oogvlek minder uitgesproken. De vogel heeft relatief lange vleugels.

## Leefwijze
Het is een insecteneter die leeft in naaldbossen. De  wetenschappelijke naam is afgeleid van het Oudgriekse peuke voor naaldboom en dromos voor hardlopen.

## Verspreiding en leefgebied
De oranjekopzanger is een endemische soort zangvogel die voorkomt in het zuiden van de Verenigde Staten, Mexico tot aan Nicaragua (zie kaartje). De vogel werd vroeger ingedeeld bij de Amerikaanse zangers maar blijkt volgens DNA-onderzoek meer verwant aan families van zangvogels uit de Oude Wereld, zoals de heggenmussen.
De soort telt vijf ondersoorten:
- P. t. arizonae: de zuidwestelijke Verenigde Staten en noordwestelijk Mexico.
- P. t. jaliscensis: van het noordelijke deel van Centraal-tot centraal Mexico.
- P. t. giraudi: het zuidelijke deel van Centraal-Mexico.
- P. t. taeniatus: van het zuidelijke deel van Centraal-Mexico tot westelijk Guatemala.
- P. t. micrus: Honduras, noordelijk El Salvador en noordelijk Nicaragua.